# Маульберч, Франц Антон
Франц Антон Маульберч, Маульперч (нем. Franz Anton Maulbertsch, Maulpertsch; крещён 7 июня 1724, Лангенарген на Боденском озере — 8 августа 1796, Вена) — австрийский живописец и гравёр, мастер фресковых росписей, создавший во второй половине XVIII века оригинальный художественный стиль позднего, необычайно экспрессивного австрийского барокко. С 1739 года жил в Вене, но также активно работал в Венгрии, Богемии и Моравии.

## Биография
Франц Антон был сыном швабского живописца Антона Доминикуса Маульберча (1684—1748). В 1739—1741 гг. Франц Антон учился у отца, а затем в венской Академии художеств у Якоба ван Шуппена.
В 1750 году он получил первую премию на конкурсе живописи Академии. О последующих годах его жизни почти ничего не известно, даже неясно, совершил ли он традиционное путешествие в Италию. Его вдохновляли итальянские мастера, а также Рембрандт, работы которого он знал по гравюрам. В 1757 году Маульберч был рекомендован на получение звания профессора Академии, но его кандидатура была отклонена по причине его «слишком смелого духа». Лишь в 1770 году Маульберч будет назначен советником Академии.
В 1750—1751 годах Маульберч написал «Триумф истины над временем», картину маслом большого размера, предназначавшуюся для потолка парадного зала дворца Кирхштеттен. Его первый заказ на купольные фрески в венской церкви пиаристов Святой Марии в 1752 году стал одним из его главных творений. В центре картины изображено «Вознесение Марии», а по краям — сцены из Ветхого и Нового Заветов.
В 1750—1760-х годах Маульберч работал преимущественно в восточной части Австрии. Он написал внушительные фрески для кафедрального собора в Ваце (Венгрия), фрески в замках Эбенфурт и Хальбтурн, в паломнических церквях Хайлигенкройц-Гутенбрунн и в Херцогенбурге (Нижняя Австрия), приходских храмах в Швехате и Шюмеге (Венгрия). Для монастыря в Майнце Маульберч выполнил в 1758 году алтарную картину с изображением вознесения Марии, которая ныне хранится в майнцской церкви Святого Квентина.
Его последней крупной работой в 1772 году была потолочная фреска в Большом зале императорского дворца — Хофбурга в Инсбруке, на которой в аллегорической форме представлен союз домов Габсбургов и Лотарингии. В этой большой фреске доминируют элементы классицизма, что, вероятно, связано с тем, что автором программы росписи был Йозеф фон Шпергес, поклонник и редактор изданий трудов И. И. Винкельмана, но также отражает эволюцию индивидуального стиля мастера. Полностью сохранились потолочные фрески в католическом соборе Святого Стефана в Папе (Венгрия), освящённые в 1795 году.
Помимо фресок Маульберч писал и алтарные картины маслом. В Картинной галерее Львова хранится этюд к такой картине с образом Святой Теклы. В Санкт-Петербургском Эрмитаже имеется одна картина (эскиз) художника: «Крещение евнуха».

## Особенности художественного стиля
Маульберч в своём творчестве сумел преодолеть некоторую провинциальность стиля, существовавшую до него в творчестве южно-германских и австрийских художников. В своих офортах он испытал влияние Рембрандта. Его фрески могли соперничать с произведениями выдающихся итальянских-фрескистов: Дж. Б. Пьяццетты, Дж. Б. Тьеполо и С. Риччи. Не случайно Маульберча называли «австрийским Тьеполо»:

 «Под несомненным влиянием Тьеполо, Пьяццетты, Риччи, их субъективно-иррационального католического мироощущения, Маульберч выработал экспрессивную манеру трактовки формы, мощной светотеневой лепки объёмов, добавив немецкой экзальтации в итальянский стиль своих предшественников. Маульберч писал „нервно“, в беглой, эскизной манере, часто по чёрному грунту, „вспышками света“, заставляющими вспомнить также и Рембрандта. Но некоторая „надломленность“, деформация фигур, упрощённость цветовых пятен и бликов на грани небрежности, а также дерзкая свобода в трактовке сюжетов, говорят об ином времени и о близком наступлении эпохи романтизма. В отношении творчества Маульберча используют эпитеты „мистический“, „загадочный“. Трудно сказать, насколько художник в своей гротескной манере был искренне экстатичен, либо напротив, маньеристичен и поверхностен (напрашивается сравнение с другим загадочным художником: Алессандро Маньяско). Интереснее другое: усиление классицистических тенденций в его поздних произведениях выглядит не естественной эволюцией стиля, а симптомом кризиса, творческого упадка сил» 
Композиционная ясность и конструктивность полностью уступают в произведениях Маульберча игре света и цвета. Конструктивные свойства проявятся позднее у продолжателей Маульберча: Даниэля Грана, раннего Пауля Трогера. Учеником и подражателем Маульберча был живописец Й. Винтерхальтер.

## Галерея

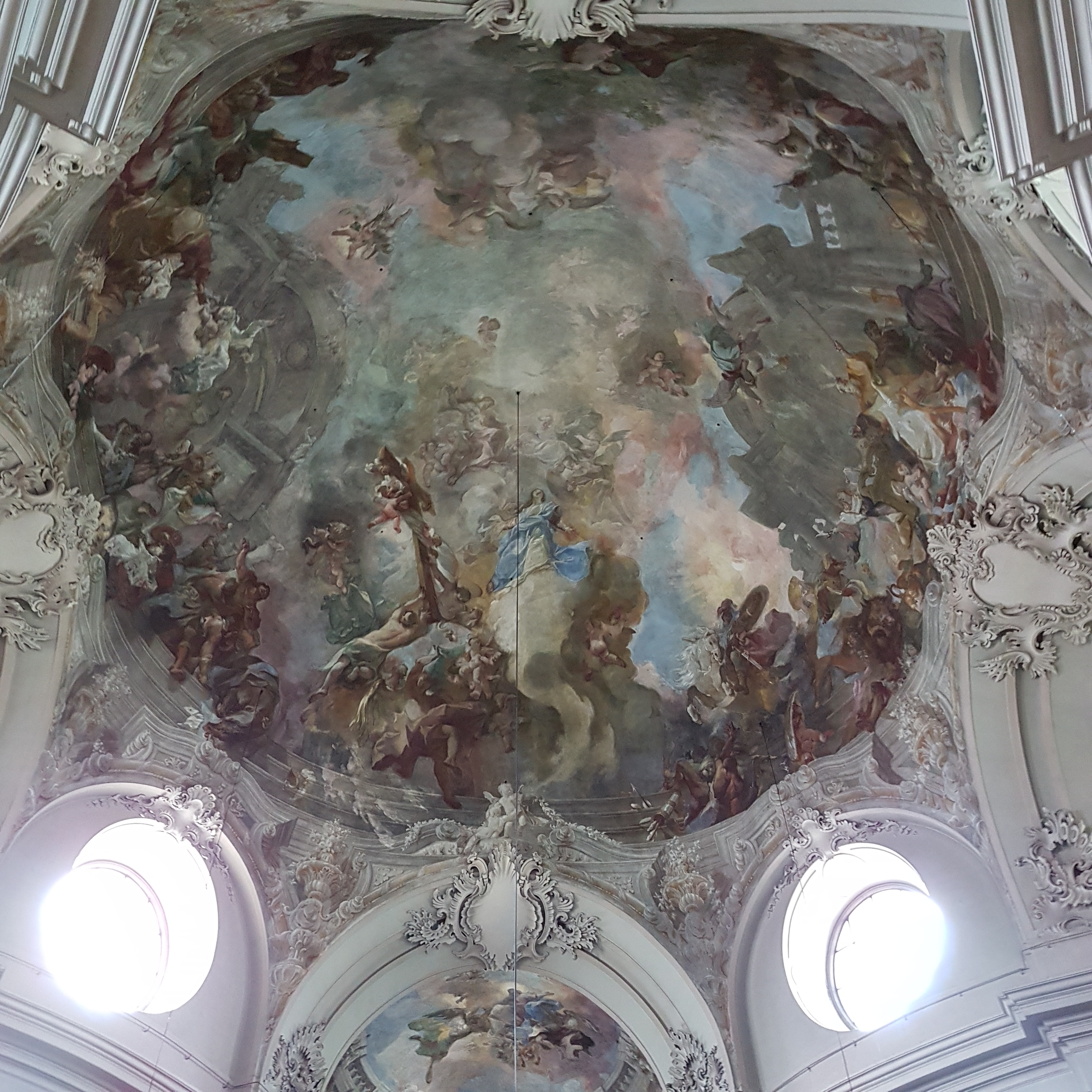
Фреска купола церкви пиаристов Святой Марии.  1752—1753. Вена
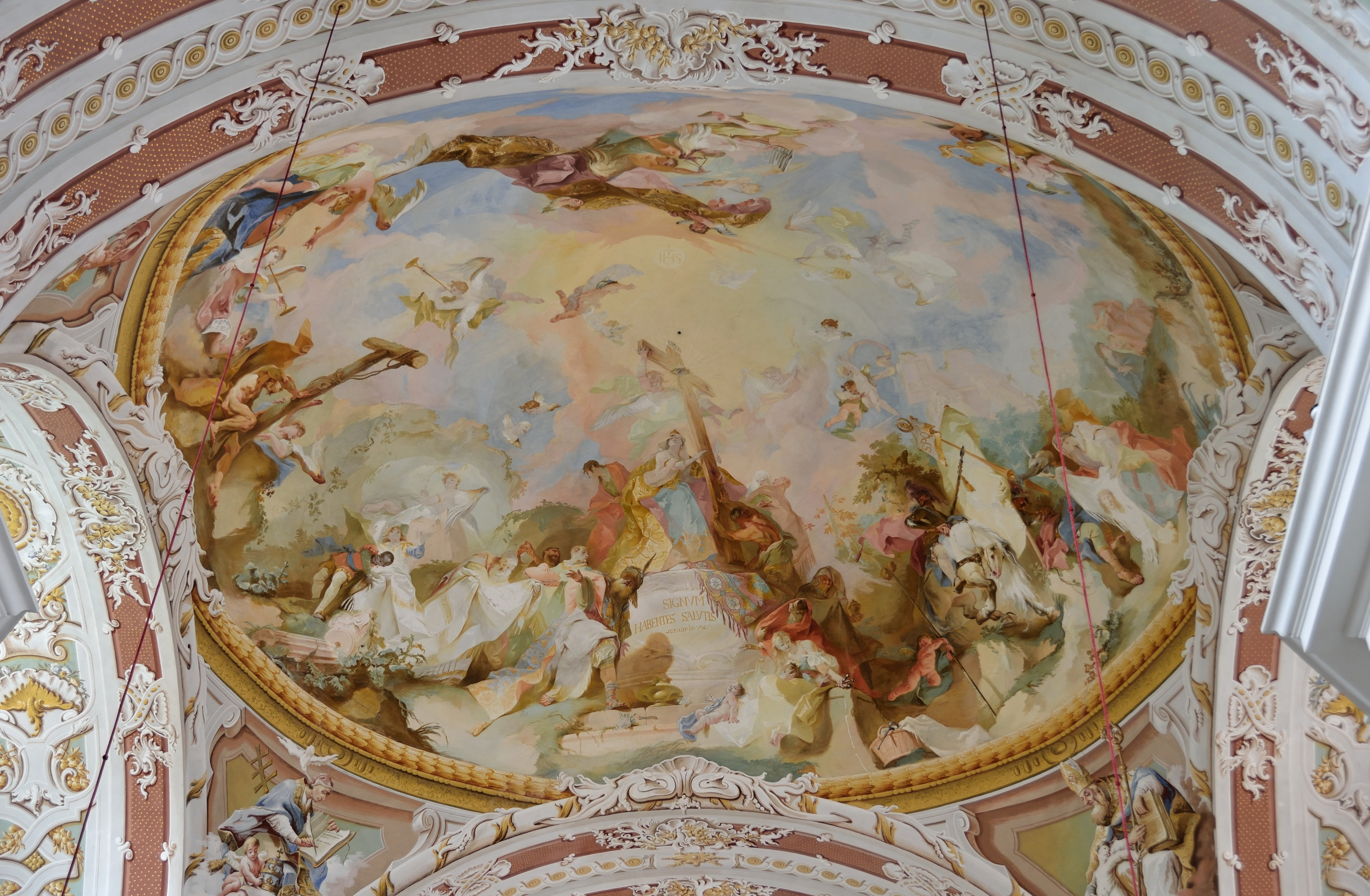
Вознесение Девы Марии. 1755—1778. Фреска. Монастырь Хайлигенкройц-Гутенбрунн, Нижняя Австрия
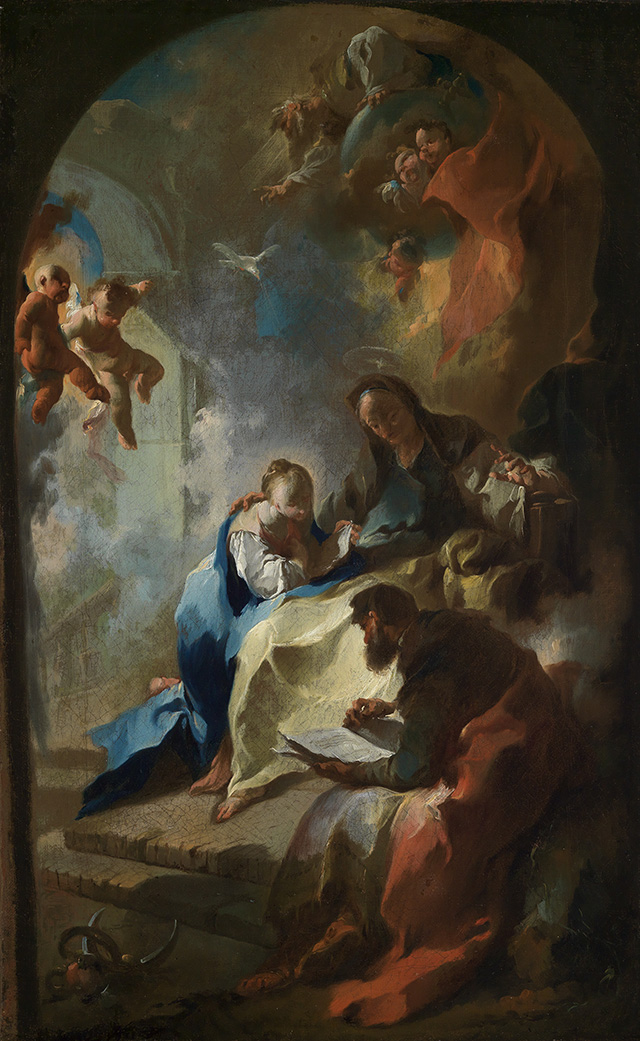
Воспитание Марии. 1752—1754. Холст, масло. Кунстхалле, Карлсруэ
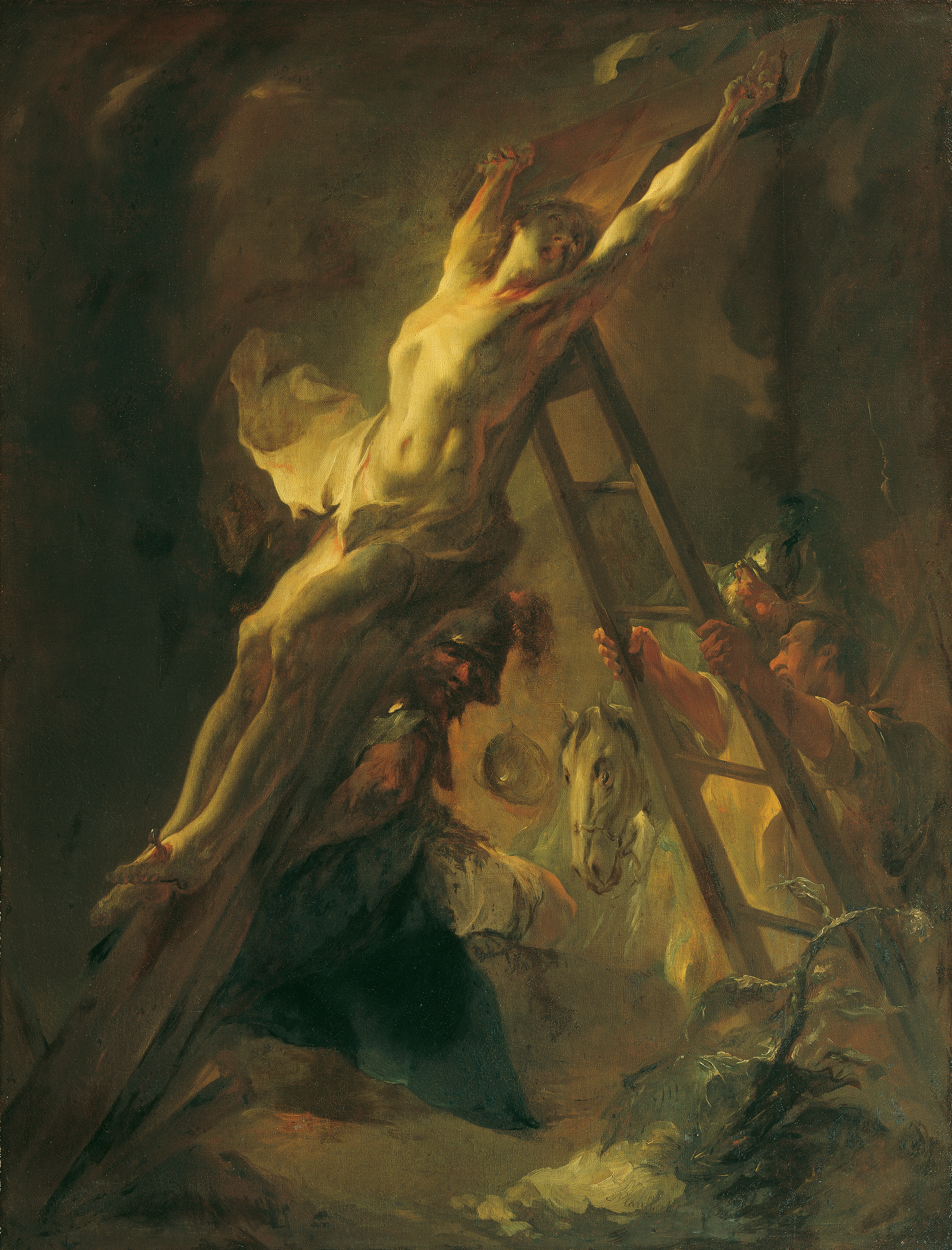
Воздвижение креста. 1757—1758. Холст, масло. Бельведер, Австрийская галерея, Вена
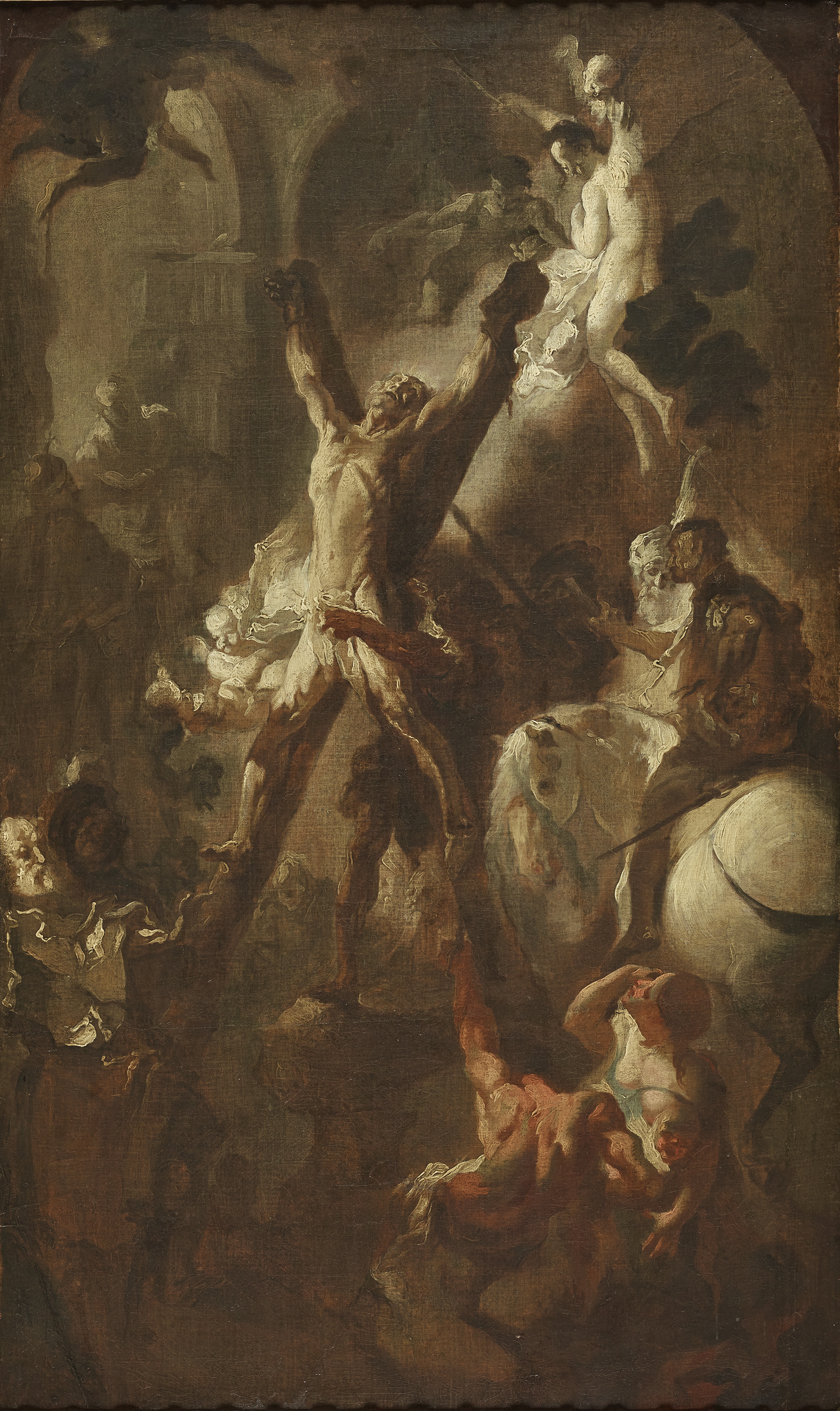
Мученичество Святого Андрея. 1760. Холст, масло. Бельведер, Австрийская галерея, Вена
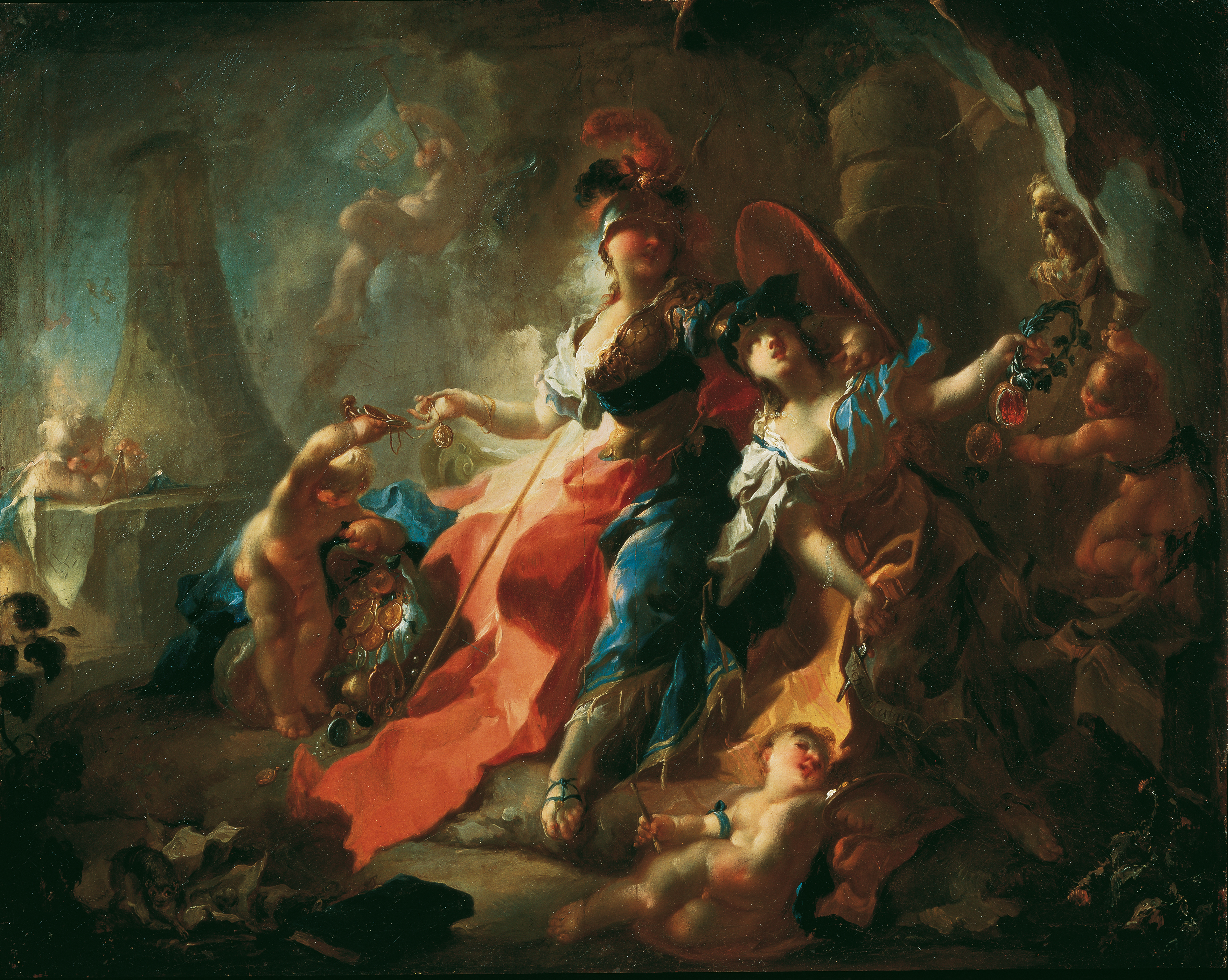
Академия с её атрибутами у ног Минервы. 1750. Холст, масло. Бельведер, Австрийская галерея, Вена
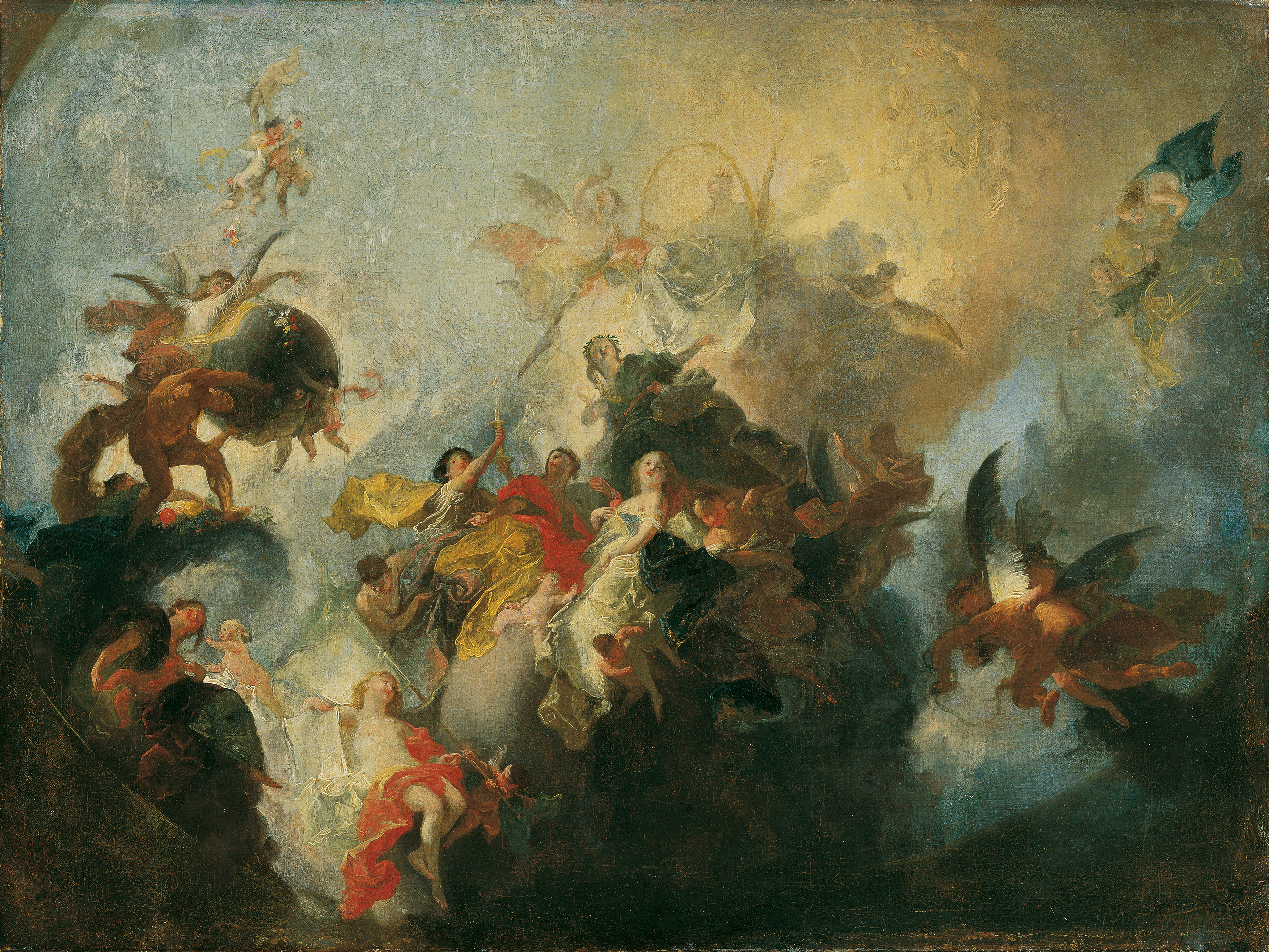
Божественное провидение и добродетели. 1765. Холст, масло. Музей истории искусств, Вена

## Память
В 1961 году именем живописца была названа улица Маульберчгассе (Maulbertschgasse) в Вене-Дёблинг (19-й округ). Портрет художника помещён на австрийской почтовой марке 1974 года.